# Amotz Zahavi
 (juillet 2025).
Pour les articles homonymes, voir Zahavi.
Amotz Zahavi (né le 14 août 1928 à Petah Tikva et mort le 12 mai 2017 à Tel Aviv) est un ornithologue israélien.
Il est spécialisé dans la biologie de l'évolution.

## Biographie
En 1975, Amotz Zahavi a donné une explication au comportement de certaines femelles d'oiseaux qui choisissent les mâles avec le plus lourd handicap ornemental (très longues plumes, par exemple). D'après sa théorie, appelée « théorie du handicap », les femelles préfèrent précisément ces mâles, car ils ne pourraient survivre à leur handicap s'ils ne disposaient pas de gènes supérieurs à ceux des mâles « normaux ». Il a longtemps étudié le cratérope écaillé.

## Publications
(juillet 2025).
- Ward P. & Zahavi A. (1973) The importance of certain assemblages of birds as 'information centres' for food finding. Ibis, 115 :517–534.
- Zahavi A. (1975) Mate selection - a selection for a handicap. J. Theor Biol. 53 : 205–214.
- Zahavi A. (1977) The cost of honesty (Further remarks on the handicap principle). Journal Theoretical Biology, 67 : 603-605.
- Zahavi A . (1995) Altruism as a handicap: the limitations of kin selection and reciprocity. J. Avian Biol., 26 : 1–3.
- Zahavi A. & Zahavi A. (1997) The handicap principle: a missing piece of Darwin's puzzle. Oxford University Press, New York, Oxford.  (ISBN 0-19-510035-2)
- Zahavi A. (2003) Indirect selection and individual selection in sociobiology: my personal views on theories of social behaviour. Animal Behaviour, 65 : 859-863.
- Zahavi A. (2009) The handicap principle and social behaviour. In : Szeleky T., Moore J.A. & Komdeur J., editors. Social behaviour, genes, ecology and evolution. Cambridge, Cambridge University Press.